# Municipio de Holmwood
El municipio de Holmwood (en inglés: Holmwood Township) es un municipio ubicado en el condado de Jewell en el estado estadounidense de Kansas. En el año 2010 tenía una población de 44 habitantes y una densidad poblacional de 0,48 personas por km².

## Geografía
El municipio de Holmwood se encuentra ubicado en las coordenadas 39°52′35″N 98°12′14″O / 39.87639, -98.20389. Según la Oficina del Censo de los Estados Unidos, el municipio tiene una superficie total de 92.45 km², de la cual 92,29 km² corresponden a tierra firme y (0,18 %) 0,17 km² es agua.

## Demografía
Según el censo de 2010, había 44 personas residiendo en el municipio de Holmwood. La densidad de población era de 0,48 hab./km². De los 44 habitantes, el municipio de Holmwood estaba compuesto por el 95,45 % blancos, el 4,55 % eran amerindios. Del total de la población el 0 % eran hispanos o latinos de cualquier raza.